# Оттерсталь
Оттерсталь (фр. Ottersthal) — коммуна на северо-востоке Франции в регионе Гранд-Эст (бывший Эльзас — Шампань — Арденны — Лотарингия), департамент Нижний Рейн, округ Саверн, кантон Саверн.
Площадь коммуны — 3,13 км², население — 745 человек (2006) с тенденцией к снижению: 683 человека (2013), плотность населения — 218,2 чел/км².

## Население
Население коммуны в 2011 году составляло 700 человек, в 2012 году — 692 человека, а в 2013-м — 683 человека.
| 1962 | 1968 | 1975 | 1982 | 1990 | 1999 | 2006 | 2008 | 2011 | 2012 | 2013 |
| ---- | ---- | ---- | ---- | ---- | ---- | ---- | ---- | ---- | ---- | ---- |
| 567  | 632  | 818  | 815  | 759  | 786  | 745  | 725  | 700  | 692  | 683  |

Динамика населения:

## Экономика
В 2010 году из 427 человек трудоспособного возраста (от 15 до 64 лет) 316 были экономически активными, 111 — неактивными (показатель активности 74,0 %, в 1999 году — 65,2 %). Из 316 активных трудоспособных жителей работали 293 человека (154 мужчины и 139 женщин), 23 числились безработными (10 мужчин и 13 женщин). Среди 111 трудоспособных неактивных граждан 35 были учениками либо студентами, 52 — пенсионерами, а ещё 24 — были неактивны в силу других причин.